# Фотоадсорбція
Фотоадсорбція (англ. photoadsorption) — хемосорбція, що викликається світлом, поглиненим або молекулами адсорбату, або поверхнею адсорбенту. Один з етапів гетерогенних фотокаталітичних процесів. Може відбуватись під впливом видимого або ультрафіолетового опромінення.  

## Динамічний фотоадсорбційний процес
Одночасне (або синхронне) утворення адсорбованих частинок шляхом фотоадсорбції молекулярних частинок (молекул, атомів чи йонів) та їх відщеплення при фотодесорбції з утворенням тих же молекулярних частинок адсорбата, у випадку коли обидва процеси відбуваються при фотозбудженні на поверхні твердого фотокаталізатора.